# گواتمالاسیتی
گواتمالاسیتی (نام رسمی در زبان اسپانیایی: La Nueva Guatemala de la Asunción) پایتخت کشور گواتمالا است.
این شهر در سال ۱۹۹۰ میلادی ۱٬۶۷۵٬۵۸۹ میلیون نفر (۲٫۵ میلیون با حومه) جمعیت داشت و پس از مکزیکوسیتی بزرگترین شهر آمریکای مرکزی به‌شمار می‌آید.
گواتمالاسیتی بیش از ۲۰۰ سال است که پایتخت بلامنازع اداری، اقتصادی و فرهنگی گواتمالا است.
این شهر در ۱۵۰۰ متر بالاتر از سطح دریا واقع‌شده و مرتفع‌ترین پایتخت آمریکای مرکزی است. رشد شهری در گواتمالاسیتی حالت تصاعدی دارد و افراد جویای از شهرها و روستاهای پیرامون با شتابی روزافزون به این شهر مهاجرت می‌کنند.
گواتمالاسیتی در دره‌ای در جنوب این کشور واقع شده‌است و حالت این دره باعث شده تا آلودگی هوا اغلب در هوای شهر باقی بماند.
فراورده‌های کشاورزی منطقهٔ گواتمالاسیتی قهوه، صابون و موز است.

## پیشینه
بازمانده‌هایی از شهر مایایی «کامینالخویو» امروزه در محدودهٔ شهری گواتمالاسیتی واقع شده‌است. گواتمالاسیتی در اوایل دورهٔ استعمار اسپانیا یک شهر کوچک به نام ال کارمن بود. هنگامی که زمین‌لرزه‌ای در سال ۱۷۷۵ باعث ویرانی «آنتیگوآ گواتمالا»، پایتخت پیشین گواتمالا شد، اسپانیایی‌ها پایتخت را از آن شهر به گواتمالاسیتی منتقل کردند. در آن زمان بسیاری از گنجینه‌های هنری نیز از کلیساهای آنتیگوآ به کلیساهای جدید در گواتمالاسیتی آورده‌شد و به سرعت دانشگاهی نیز در آن ساخته شد.
گواتمالاسیتی در سدهٔ نوزدهم پایتخت ایالات متحده آمریکای مرکزی بود. بین سال‌های ۱۸۳۰ و ۱۹۷۶ میلادی، گواتمالاسیتی دچار چهار زمین‌لرزه بزرگ شده‌است و به این خاطر ساخت ساختمان‌های با بیش از دو طبقه در آن ممنوع شده‌بود.

## مناطق

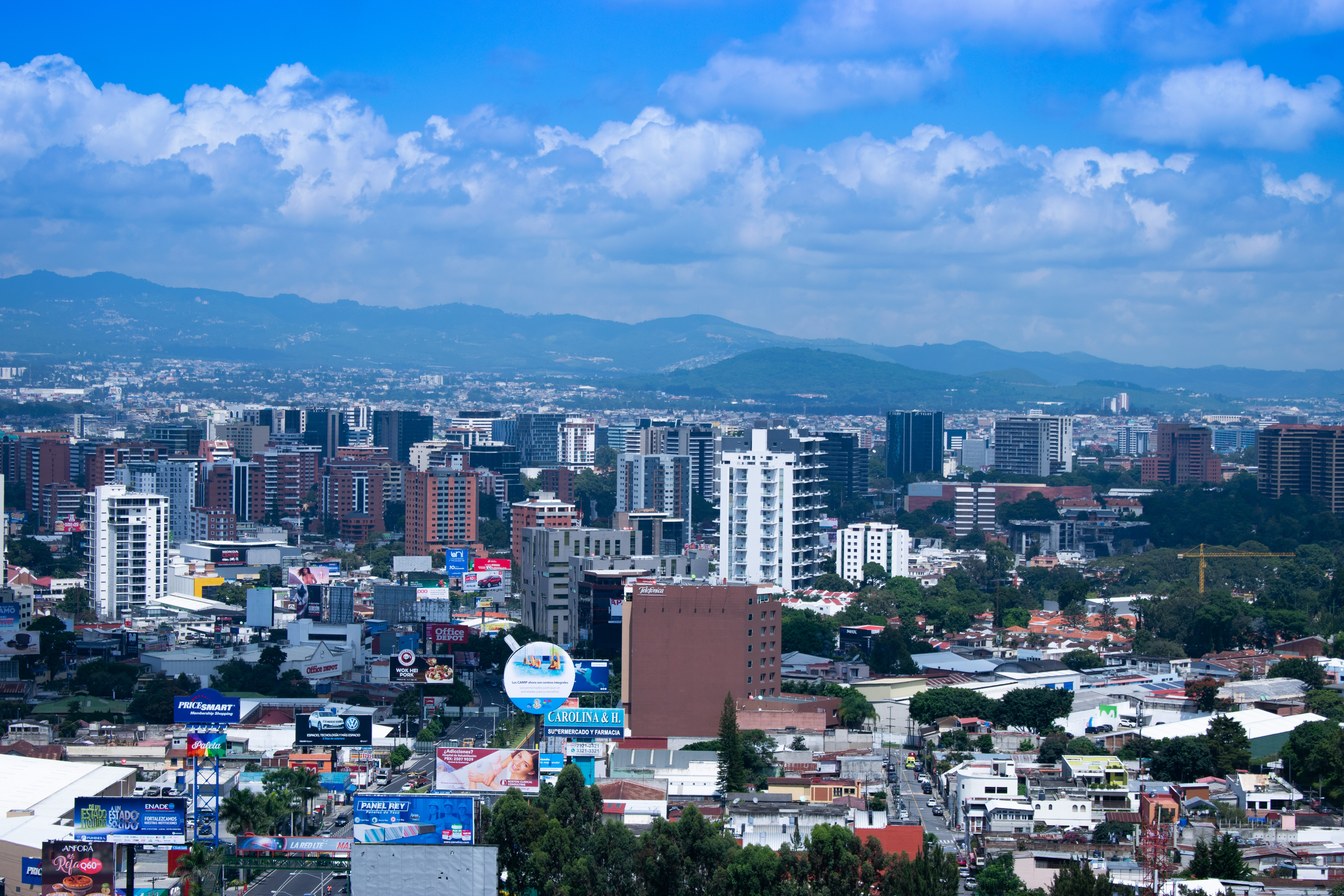
گواتمالاسیتی، منطقه ۱۰ شهری.

شهر گواتمالاسیتی به ۱۳ منطقه تقسیم شده‌است. منطقهٔ یک، مرکز قدیمی شهر است که کلیسای جامع، کاخ ملی، و دیگر ساختمان‌های دیدنی در آن واقع شده‌است. بیشتر سفارتخانه‌ها، فروشگاه‌های گران‌قیمت و شرکت‌ها در منطقه ۱۰ قرار دارند. فرودگاه شهر به نام «لا آورورا» در منطقهٔ ۱۳ واقع شده که در حدود ۵ کیلومتری جنوب شهر قرار دارد.